# Stara Wieś (Kózki)
Stara Wieś – część wsi Kózki w Polsce, położona w województwie świętokrzyskim, w powiecie kazimierskim, w gminie Skalbmierz.
W latach 1975–1998 Stara Wieś administracyjnie należała do województwa kieleckiego.